# Niechłód
Niechłód (prononciation : [ˈɲexwut]) est un village polonais de la gmina de Święciechowa dans le powiat de Leszno de la voïvodie de Grande-Pologne dans le centre-ouest de la Pologne.
Il se situe à environ 7 kilomètres à l'ouest de Święciechowa (siège de la gmina), à 12 kilomètres à l'ouest de Leszno (siège du powiat) et à 71 kilomètres au sud-ouest de Poznań (capitale régionale).
Le village possédait une population de 450 habitants en 2006.

## Histoire
De 1975 à 1998, le village faisait partie du territoire de la voïvodie de Leszno.

Depuis 1999, Niechłód est situé dans la voïvodie de Grande-Pologne.